# 로턴 (버지니아주)

로턴

로턴(Lorton)은 미국 버지니아주 페어팩스군의 도시로, 인구는 18,610명이다.